# گربه‌ماهی غارنشین طلایی
گربه‌ماهی غارنشین طلایی (نام علمی: Clarias cavernicola) نام گونه‌ای از سرده گربه‌ماهی‌های زنده‌مان است.
او‌ جزوی از کمیاب ترین گربه ماهی هاست